# Young (Uruguay)
Young ist eine Stadt im Westen Uruguays. 

## Geographie
Young befindet sich im Departamento Río Negro etwa 40 km östlich des Río Uruguay. 

## Einwohner
Die Einwohnerzahl von Young betrug bei der letzten Volkszählung 16.756 (Stand: 2011).
| Jahr | Einwohner |
| ---- | --------- |
| 1963 | 7.977     |
| 1975 | 11.015    |
| 1985 | 12.249    |
| 1996 | 14.567    |
| 2004 | 15.759    |
| 2011 | 16.756    |

Quelle: Instituto Nacional de Estadística de Uruguay

## Geschichte
Die ersten Bewohner der Gegend, die zur damaligen Zeit als Los Cuatro Vientos (Die vier Winde) bekannt war, waren im Jahre 1837 die Brüder Colmán. 1899 wurde seitens der Unión Patriótica, der Einwohner sowie des Inspektors Valeriano Domingo de Arce die Schule Nr.17 (Escuela N° 17) gegründet. Später folgte deren Umbenennung in Domingo de Arce.
Young wurde am 17. August 1920 offiziell durch das Gesetz Nr. 7256 zur Ortschaft erklärt. Zu diesem Zeitpunkt hatte Young 1200 Einwohner. Am 15. Oktober 1963 erfolgte schließlich die Einstufung Youngs als Ciudad mittels des Gesetzes Nr. 13.167 (Ley No. 13.167).

## Infrastruktur
Durch die Stadt verläuft die Ruta 3, durch die sie in verkehrstechnischer Hinsicht sowohl Anschluss an den Süden des Landes mit der Hauptstadt Montevideo, als auch an den westlichen Norden der Republik hat. Sie wird im Stadtgebiet von der Ruta 25 gekreuzt.

## Stadtverwaltung
Bürgermeisterin (Alcaldesa) von Young ist Mercedes Long.

## Söhne und Töchter der Stadt
- Heriberto Andrés Bodeant Fernández (* 1955), römisch-katholischer Bischof von Canelones
- Luciano Cabrera (* 1982), Fußballspieler
- Estéban Conde (* 1983), Fußballspieler
- John Faust (* 1990), Fußballspieler
- Omar Lafluf (* 1954), Politiker
- Rudi Lausarot (* 1975), Sportschütze und Olympiateilnehmer
- Miguel Márquez (* 1987), Fußballspieler
- Nicolás Milesi (* 1992), Fußballspieler
- Ignacio Nadal (* 1992), Fußballspieler
- Renzo Rabino (* 1997), Fußballspieler
- Mauricio Weber (* 1982), Fußballspieler